# Universidade Federal de Minas Gerais
Die Universidade Federal de Minas Gerais (UFMG) (deutsch: Bundesuniversität von Minas Gerais) ist eine brasilianische staatliche Universität in Belo Horizonte. Dort wurde sie am 7. September 1927 gegründet. Die Universität, die fünftgrößte des Landes, gilt als eine der prestigeträchtigsten Universitäten ganz Brasiliens sowie als beste Universität des Bundesstaates Minas Gerais, in dem Belo Horizonte liegt. Außerhalb ihres Hauptsitzes Belo Horizonte hat die UFMG Universitätsgebäude in Montes Claros, Diamantina, Tiradentes und in Conselheiro Lafaiete. Fast 50.000 Studierende sind an der UFMG eingeschrieben.

## Fakultäten
Die Universität bietet Studiengänge unter anderem in den Bereichen der Exakten Wissenschaften, Agrarwissenschaften, Biologie, Ingenieurswesen, Geowissenschaften, Humanwissenschaften, Biomedizinischen Wissenschaften, Sozialwissenschaften sowie Bildenden Kunst.

## Sonstiges
Es werden von der UFMG für Studierende internationale Austauschprogramme, unter anderem auch mit deutschen Hochschulen wie beispielsweise der Universität Augsburg und der Universität Jena angeboten.